# Confine tra Brasile e Colombia
Il confine tra il Brasile e la Colombia descrive la linea di demarcazione tra questi due stati. Ha una lunghezza di 1.643 km.

## Storia
Una prima delineazione dei confini tra gli odierni territori colombiani e brasiliani fu stabilita dal Trattato di Madrid del 1750, in cui gli imperi spagnolo e portoghese definirono la portata amministrativa e territoriale delle rispettive colonie in Sud America. Per mezzo di questo trattato, i limiti tra il Vicereame del Brasile e il Vicereame della Nuova Granada furono stabiliti attraverso gli articoli VIII e IX.
Questi limiti furono leggermente modificati dal Trattato di San Ildefonso del 1777 e rimasero in vigore sostanzialmente fino all'indipendenza della Colombia. Sono state quindi nominate quattro commissioni miste per delimitare questi confini. Per definire i confini del territorio del vicereame della Nuova Granada, fu nominato l'ingegnere e governatore di Maynas Francisco Requena, che si recò nel bacino amazzonico intorno al 1780. Dopo vent'anni di viaggi nella regione, quattro viaggi al fiume Caquetá e lunghe discussioni tra le commissioni sull'appartenenza di varie porzioni di terreno per l'una o l'altra corona, le commissioni furono sciolte nel 1801 e si tornò allo status quo del 1750.
Dopo l'indipendenza della Colombia (1810-1820), i governi del Brasile (anch'esso indipendente) e della Colombia cercarono di definire in modo più concreto e nel miglior modo i reciproci confini sulla base delle nuove scoperte cartografiche della regione amazzonica. Il primo serio tentativo fu fatto nel 1826 tra i governi della Gran Colombia e dell'Impero del Brasile, ma questo fu ostacolato dalla guerra Gran Colombia-Peruviana e dalla successiva dissoluzione della Gran Colombia.
Dopo tale rottura e la creazione della Repubblica della Nuova Granada (formata dall'unione delle attuali Colombia e Panama), per gran parte del XIX secolo, questo nuovo paese in ciascuna delle sue costituzioni definì i suoi confini come gli stessi del 1810 che separavano il territorio del Vicereame della Nuova Granada da quello del Capitanato generale del Venezuela e del Guatemala e dai possedimenti portoghesi in Brasile.
Dopo diversi altri tentativi di determinare il confine tra Brasile e Colombia nel 1853, 1868/1870 e 1880/1882, nel 1907 fu finalmente stabilito un trattato di confine con l'adozione di clausole sulla base di ciò che il cancelliere brasiliano Barón del Río Branco definì come "l'occupazione amministrativa basata su ciò che il Brasile e la Colombia hanno realmente, per esercitare la loro sovranità in modo efficace, continuo e completo", ovvero l'applicazione del principio del diritto romano Uti possidetis, ita possideatis (chi possiede di fatto possiede di diritto). Questo trattato, noto come Trattato di Bogotá o Trattato Vásquez Cobo-Martins, fu firmato il 21 aprile 1907 nella città di Bogotá tra Alfredo Vásquez Cobo ed Enéas Martins, rispettivamente ministri degli affari esteri della Colombia e del Brasile.

### La linea Apaporis-Tabatinga
Poco dopo l'indipendenza del Perù, il governo peruviano e il Brasile decisero di stabilire le città di Leticia (a quel tempo appartenente al Perù) e Tabatinga (Brasile), come i limiti tra i due paesi, seguendo il criterio dell'uti possidetis iure. Nel 1851 fu firmato un trattato tra Perù e Brasile attraverso il quale i paesi adottarono come confini:
A sud di Tabatinga, l'intero fiume Yavarí fino alla sua sorgente. A nord di Tabatinga, una linea geodetica che fu tracciata da quella città alla confluenza dei fiumi Caquetá e Apaporis. Poiché il fiume Putumayo attraversava la linea geodetica tre volte attraverso i meandro (est, ovest e di nuovo est), fu accettato uno scambio di terre nella regione tra i due paesi, accettato anche dal Trattato di Bogotá.
Questo accordo peruviano-brasiliano, tuttavia, non fu riconosciuto dai governi di Ecuador e Colombia, che non solo rivendicavano la maggior parte degli attuali dipartimenti di Loreto (Perù) e Amazonas (Colombia), ma anche la proprietà dei terreni tra i fiumi Amazzonia e Caquetá, adesso posti nel territorio brasiliano.
Nel 1853 il diplomatico brasiliano Miguel María Lisboa si recò a Bogotá, in qualità di rappresentante del Brasile in materia di confine, e avviò i negoziati che si conclusero con la firma del Trattato di Lleras-Lisbona, firmato tra il suddetto rappresentante e quello della Colombia, Lorenzo María Lleras. L'accordo comprendeva, in poche righe, la stessa demarcazione che era avvenuta tra Perù e Brasile nel 1851. Questa fu respinta dal Senato della Repubblica nel 1855.
Nel 1904, con la firma del Trattato Tobar-Rio Branco con il Brasile, l'Ecuador rinunciò al triangolo tra i suddetti fiumi e la linea geodetica, accettandolo a sua volta come confine il Brasile. Poiché i tre paesi furono quindi coinvolti in una lunga disputa internazionale sulle terre a sud del fiume Caquetá, il governo brasiliano decise di concretizzare provvisoriamente la linea geodetica Apaporis-Tabatinga, creata diversi decenni prima come confine provvisorio tra il Brasile e le nazioni andine di questa parte dell'Amazzonia.
Una volta che la Colombia fu riconosciuta (nel 1922) come l'unico paese confinante con il Brasile nella regione tra l'Amazzonia e l'Apaporis (il cosiddetto Trapezio dell'Amazzonia), questa grande linea fu ratificata come il tratto meridionale del confine tra Colombia e Brasile attraverso del Trattato complementare sui limiti e sulla navigazione fluviale o del Trattato di García Ortiz-Mangabeira firmato il 15 novembre 1928.

## Caratteristiche
La linea di confine interessa la parte nord-ovest del Brasile e quella sud-orientale della Colombia. Ha un andamento generale da nord-est verso sud-ovest.
Il confine fu definito con il Trattato di Bogotà del 1907.
Inizia alla triplice frontiera tra Brasile, Colombia e Venezuela e termina alla triplice frontiera tra Brasile, Colombia e Perù.